# Paul Tanui
Paul Kipng'etich Tanui (* 22. prosince 1990 Nakuru) je keňský vytrvalostní běžec.

## Kariéra
Na Mistrovství světa v atletice 2011 obsadil deváté místo v běhu na 10 000 metrů. V roce 2013 získal bronzovou medaili na stejné trati na Mistrovství světa v atletice 2013 v Moskvě. Stejného úspěchu dosáhl na světových šampionátech v letech 2015 a 2017.
Na Letních olympijských hrách 2016 v Rio de Janeiro získal v běhu na 10 000 metrů stříbrnou medaili.
Úspěšný je také na světových šampionátech v přespolním běhu. Byl členem vítězného keňského týmu v letech 2010 a 2011.
Jeho osobním rekordem na trati 10 000 m je čas 26:49.41 minut.

## Osobní rekordy
| Akce     | Čas (m:s) | Místo konání          | Datum             |
| -------- | --------- | --------------------- | ----------------- |
| 3000 m   | 7:50.88   | Arzana, Itálie        | 30. července 2011 |
| 5000 m   | 13:00.53  | Paříž, Francie        | 5. července 2014  |
| 10,000 m | 26:49.41  | Eugene, Spojené státy | 30. května 2014   |